# Himalajaspirea
Himalajaspirea (Spiraea arcuata) är en rosväxtart som beskrevs av Joseph Dalton Hooker. Enligt Catalogue of Life ingår Himalajaspirea i släktet spireor och familjen rosväxter, men enligt Dyntaxa är tillhörigheten istället släktet spireor och familjen rosväxter. Arten förekommer tillfälligt i Sverige, men reproducerar sig inte. Inga underarter finns listade i Catalogue of Life.